# 英彦山神宮
英彦山神宮（ひこさんじんぐう）は、福岡県田川郡添田町の英彦山にある神社。旧社格は官幣中社。現在は神社本庁の別表神社。通称として英彦山権現（ひこさんごんげん）とも称する。
英彦山は北岳・中岳・南岳（主峰の南岳：標高1,199メートル）の3峰で構成され、中央の中岳の山頂から西方山腹にかけて上津宮・中津宮・下津宮があり、その下に奉幣殿がある。また英彦山全域に摂末社が点在する。

## 祭神
祭神は次の3柱。北岳・中岳・南岳を神格化し各峰に1柱をあてる。
主祭神
- 正勝吾勝勝速日天之忍穂耳命（まさかつあかつかちはやひあめのおしほみみのみこと） - 北岳。

配神
- 伊耶那岐命（いざなぎのみこと） - 南岳。
- 伊耶那美命（いざなみのみこと） - 中岳。

神仏習合時代、各神は法体権現・俗体権現・女体権現と称され、合わせて「彦山三所権現」と総称された。『彦山流記』（1213年）における祭神・本地仏の記載は次の通り。
| 峰   | 習合神   | 祭神       | 本地仏     |
| ---- | -------- | ---------- | ---------- |
| 北岳 | 法体権現 | 天忍穂耳尊 | 阿弥陀如来 |
| 南岳 | 俗体権現 | 伊弉諾尊   | 釈迦如来   |
| 中岳 | 女体権現 | 伊弉冉尊   | 千手観音   |

## 歴史

### 創建・伝承
英彦山は古代より神体山として信仰されていたとみられる。当社の開基については次のような伝承がある。継体天皇25年（531年）、北魏の僧・善正（ぜんしょう）が英彦山山中で修行中に日田の猟師の藤原（藤山）恒雄（こうゆう、のちの忍辱〈にんにく〉）に会い、殺生の罪を説いた。しかしそれでも恒雄は猟を続け、1頭の白鹿を射た。その時、3羽の鷹が出現して白鹿に檜の葉に浸した水を与えると、白鹿は生き返った。それを見た恒雄は、この白鹿は神の化身なのだと悟り、善正の弟子となって当寺を建立したという。また別の伝承では祭神忍骨命の降臨した地とされて山上に一祠が建てられたのが起源とも云う。
いずれも伝承で実際の歴史は、11世紀初頭に増慶によって中興されるまでについては10世紀の「太宰管内志」等わずかに残るのみである。清和天皇代の貞観7年（865年）に従四位上を授けられた延喜式神名帳の忍骨命神社に比定する説もあるが論社は他にあって確かではない。しかし早くから神仏習合し「彦山権現霊仙寺」の名を用いていた。12世紀には、後白河法皇撰の梁塵秘抄では「筑紫の霊検所は大四王寺、清水、武蔵清滝 豊前国の企救の御堂　竈門の本山彦の山」と詠まれており霊山としての英彦山はこの時期には中央に知られていたことが分かる。
社伝ではもとから「彦山」だったのではなく「日子山」だったとしている（天照大神の御子（日の御子）である天忍穂耳尊を祀ることから）。弘仁10年（819年）、僧法蓮が、山中で飛来した鷹の落とした羽に「日子を彦と改めよ」と記されているのを見て嵯峨天皇に上申し詔によって「日子山」を「彦山」に改めたというが伝説であって古い記録もみな「彦山」と書いている。さらに後、江戸時代に「英彦山」と改めた。

### 概史
もともとは神社ではなく修験道の寺院であり、12世紀より西国修験道の一大拠点として栄えた。元弘3年（1333年）、後伏見天皇第八皇子の長助法親王（後の助有法親王）を座主に迎えて以降、助有法親王の直系が座主を世襲制する事となった。現在の社家の高千穂家はその末裔である。
当時僧坊3000余、四十九窟（行場）を有するといわれたが天正年間（1573年～92年）秋月氏・大友両氏の兵火が及んで奉幣殿をはじめ社殿が焼失、江戸時代初期１６１６年に小倉藩主細川忠興が奉幣殿（当時は大講堂）を再建した。
焼き打ちや寺領廃止もあり打撃を受け、江戸時代以降は衰微した。元禄9年（1696年）に天台修験の別格本山となった。享保14年（1729年）、霊元法皇より、天下に抜きん出た霊山であるとして「英」の字が授けられ、「英彦山」と称するようになった。
明治の神仏分離により修験道が廃止されたので、九州彦山山伏の本山であった霊仙寺を廃し「英彦山神社」に改称。彦山座主であった教有（1824－1872）は還俗し高千穂と称し、大宮司となった。ここにはじめて英彦山は神社となった。
1871年 (明治4年)、近代社格制度において「英彦山神社」として国幣小社に列格される。
1883年に宮司の高千穂宣麿が男爵を授けられ、華族に列した。
1898年（明治30年）に官幣中社に昇格した。
1975年、天皇の勅許により神宮号を取得し、現在の「英彦山神宮」に改称した。
2020年には下津宮での護摩祈祷が復活。禰宜みずから比叡山で僧籍を取得し、「峰入り」を復興させ、修験道の再興を目指している。

## 境内

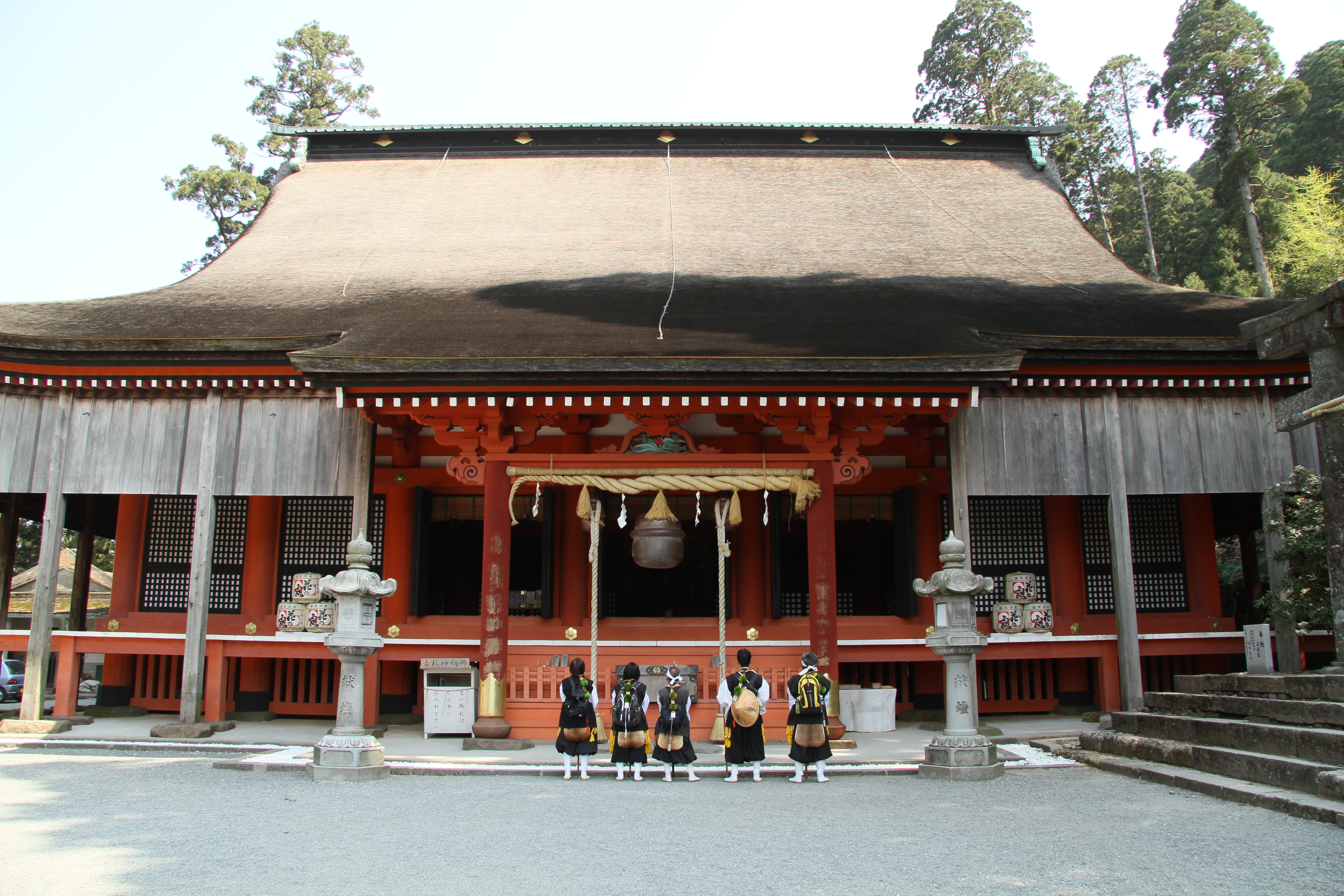
奉幣殿（国の重要文化財）
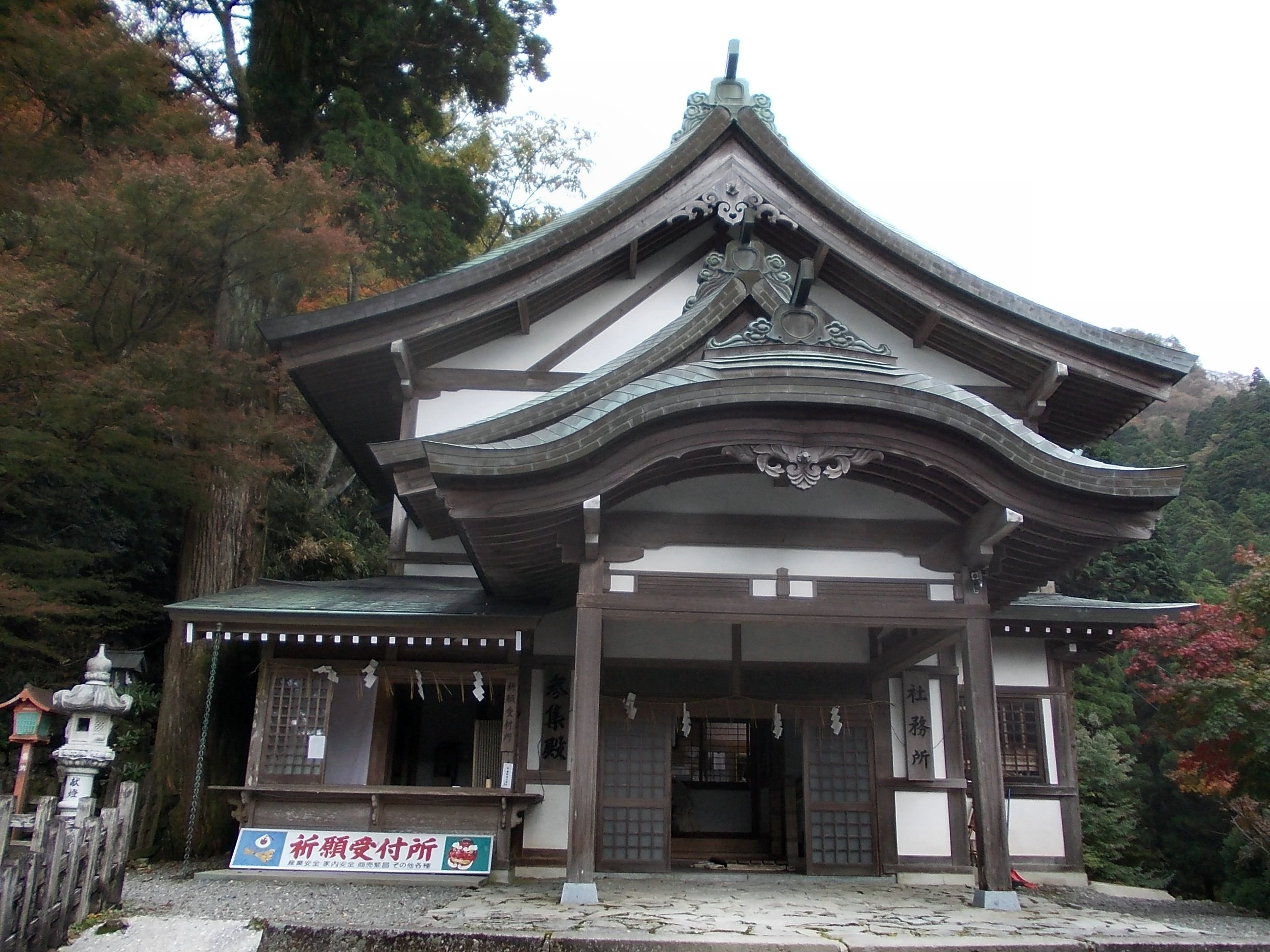
社務所
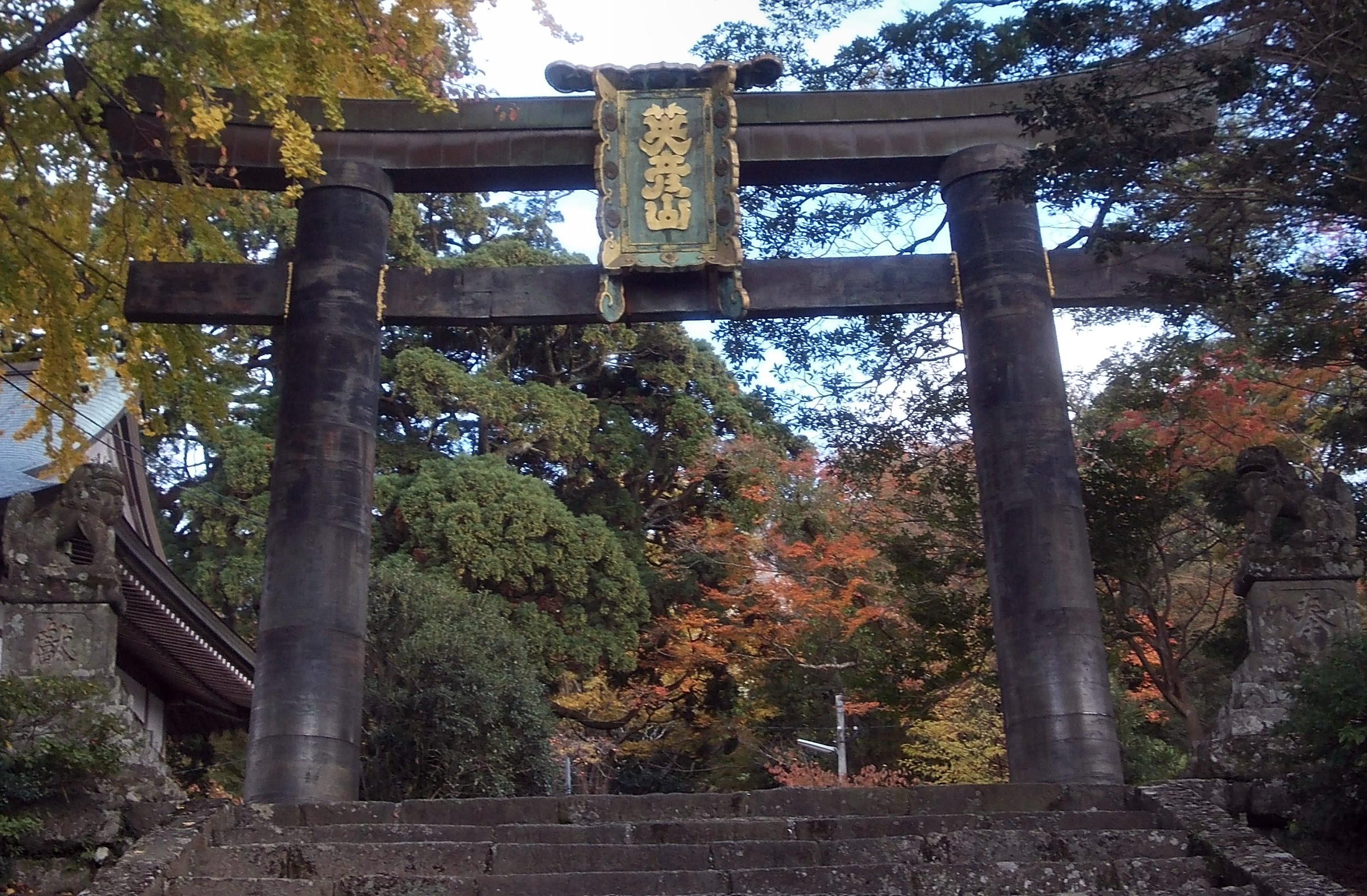
銅鳥居（国の重要文化財）
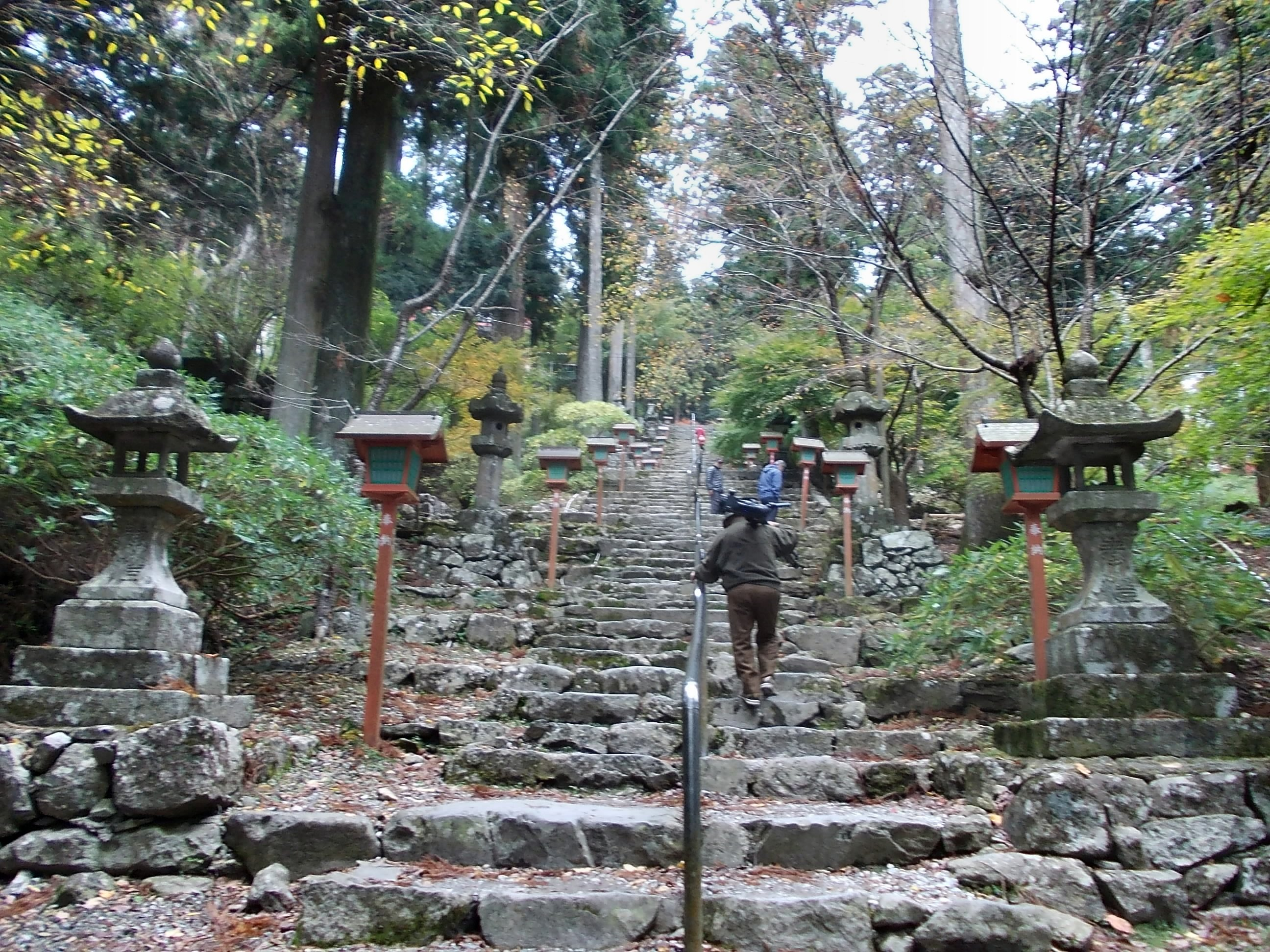
表参道
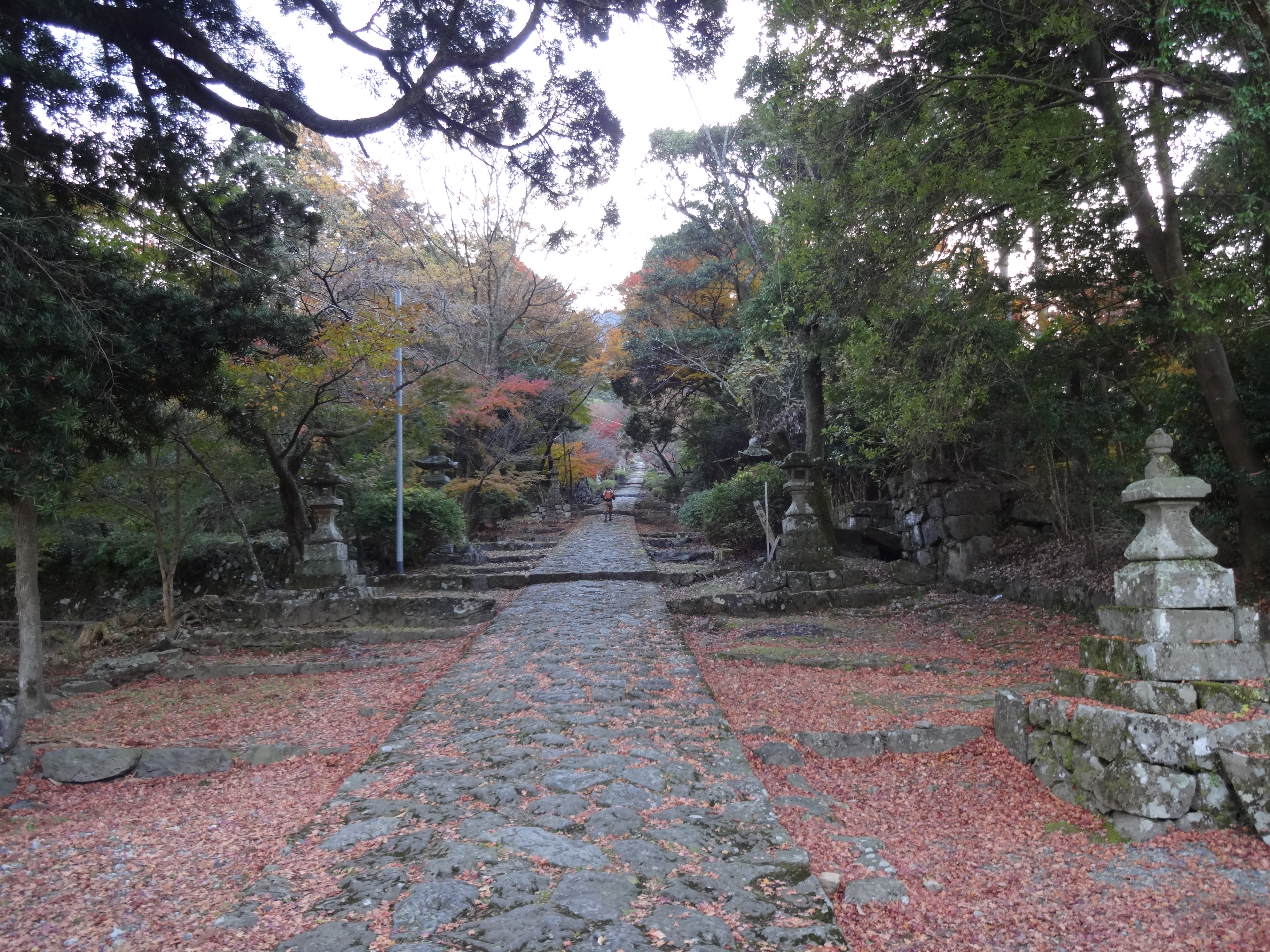
表参道
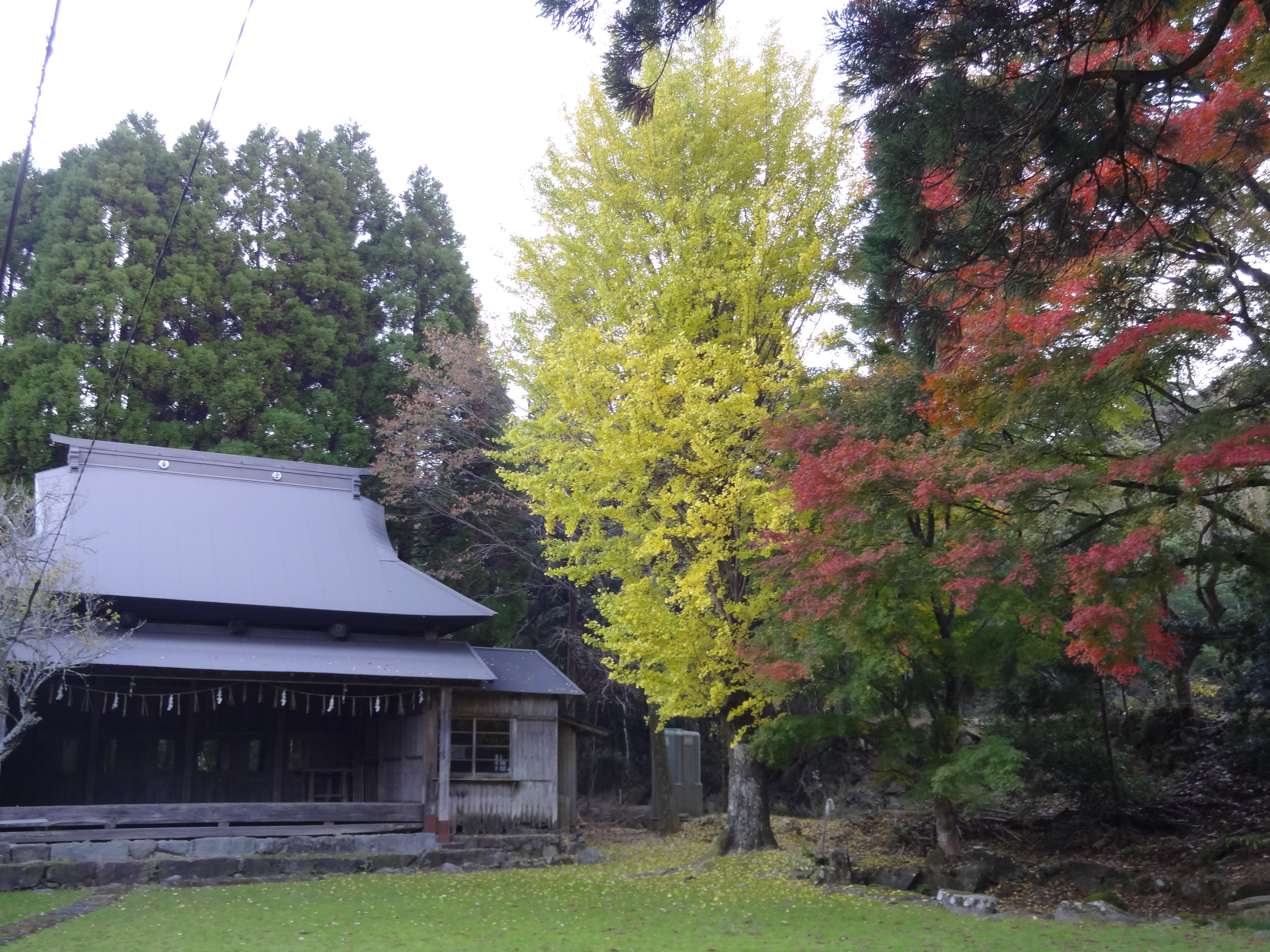
旅殿

## 摂末社
- 摂社
  - 産霊神社
  - 中津宮（中宮）
  - 下津宮（下宮）
  - 玉屋神社
- 末社
  - 大南神社
  - 中島神社
  - 上津神社
  - 鳥尾神社
  - 坂本神社
  - 学問社
  - 筒井神社
  - 宗像神社
  - 市護神社
- 所管社
  - 招魂社
  - 龍神
  - 福益護法
  - 鬼神社

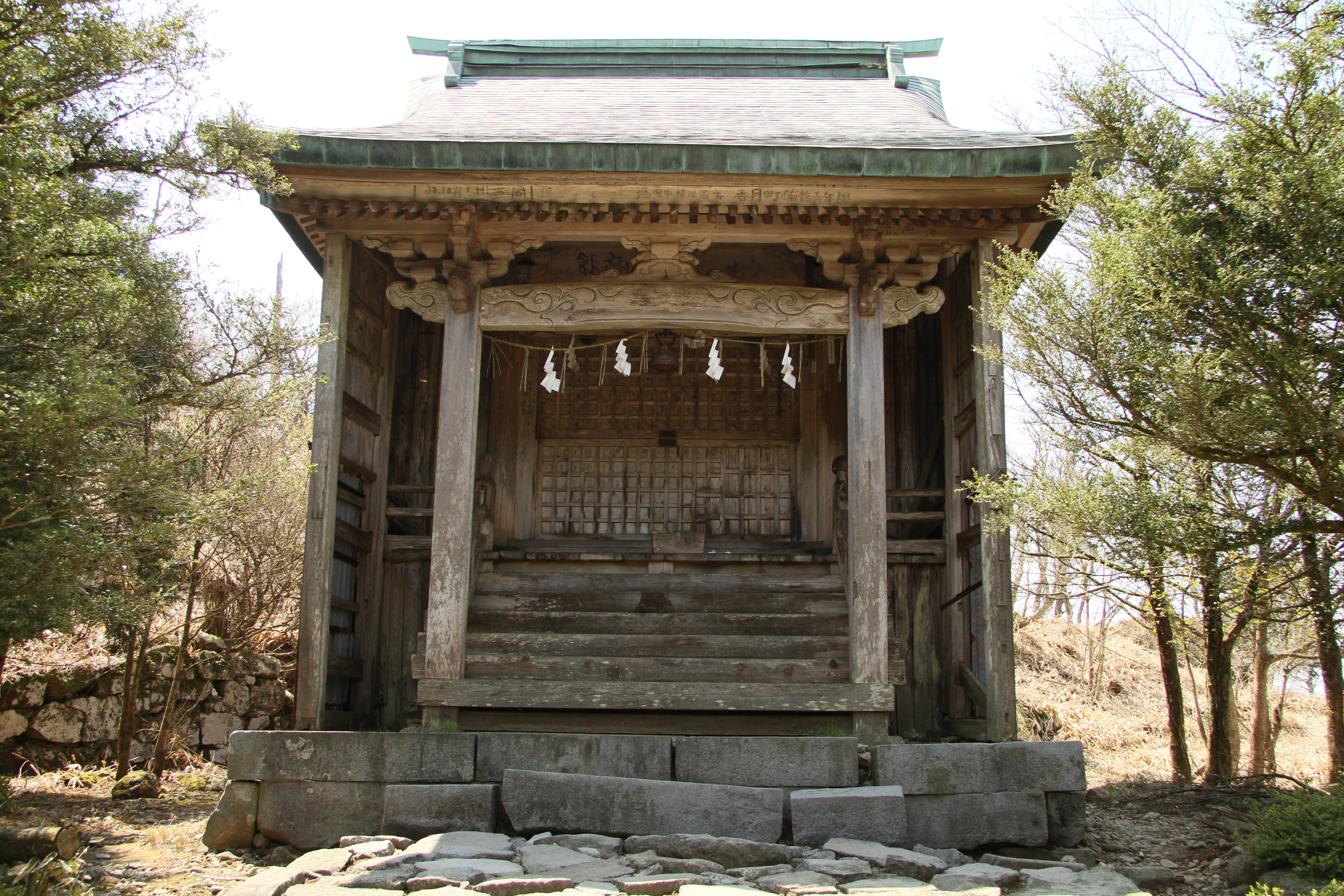
産霊神社
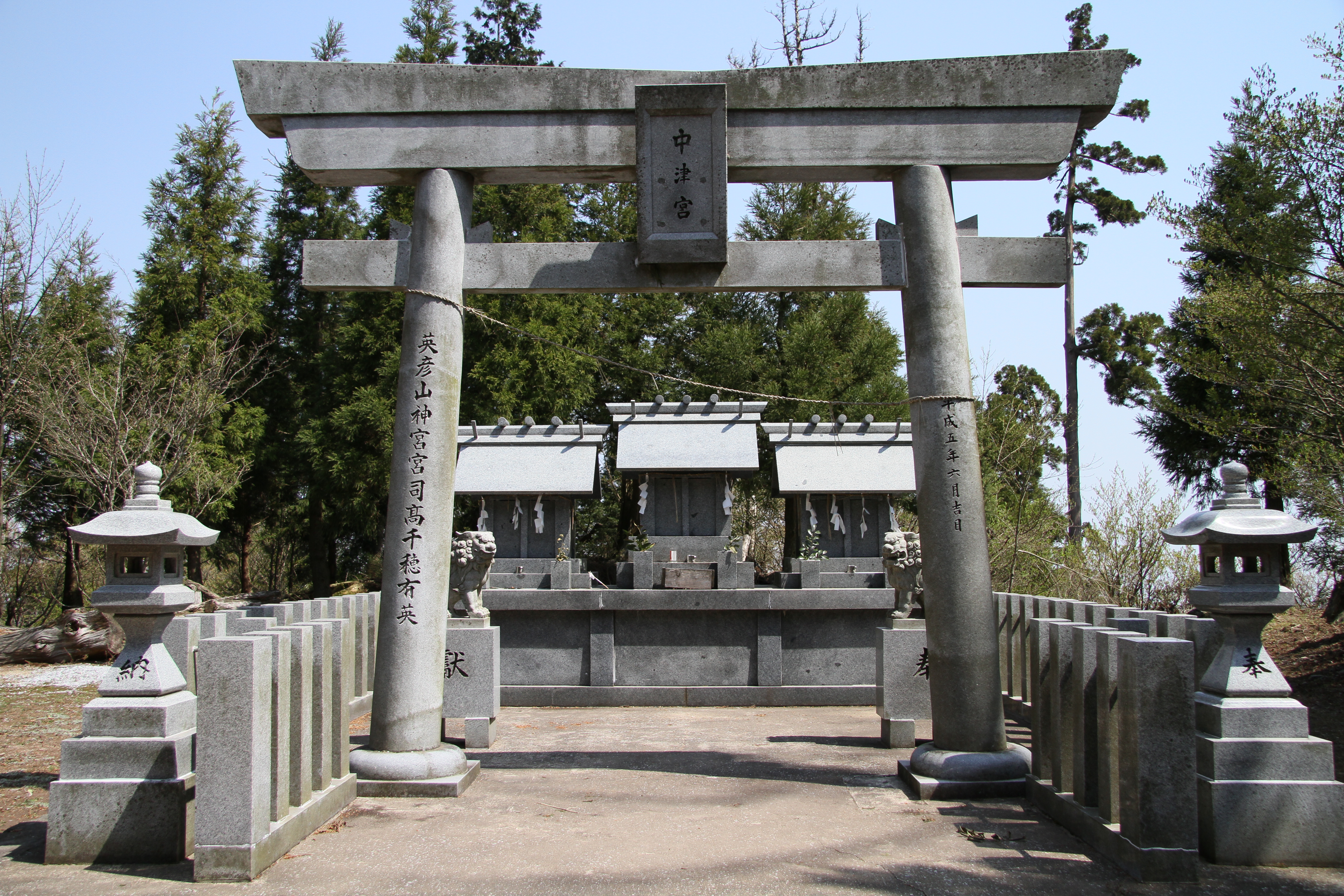
中津宮（中宮）
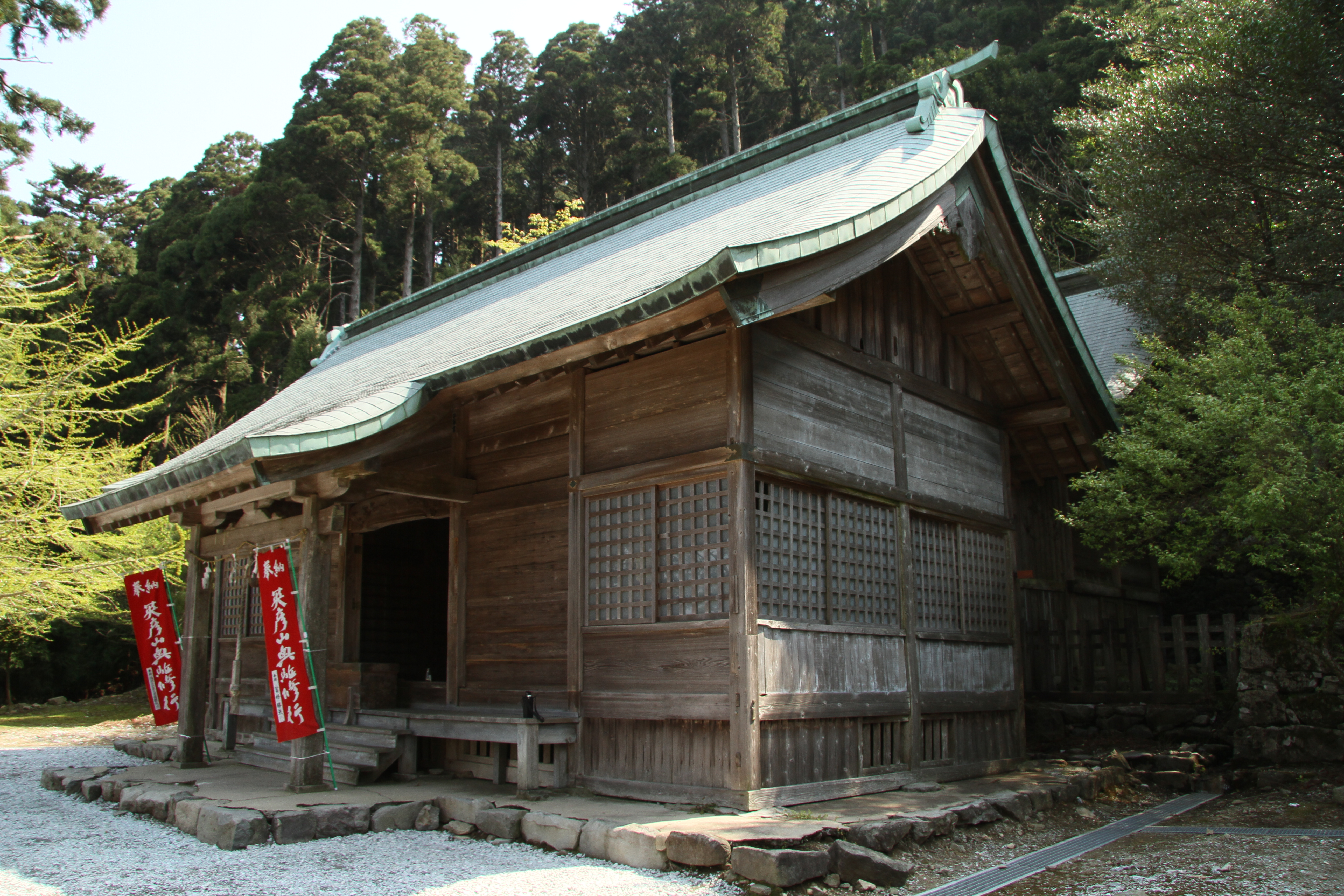
下津宮（下宮）
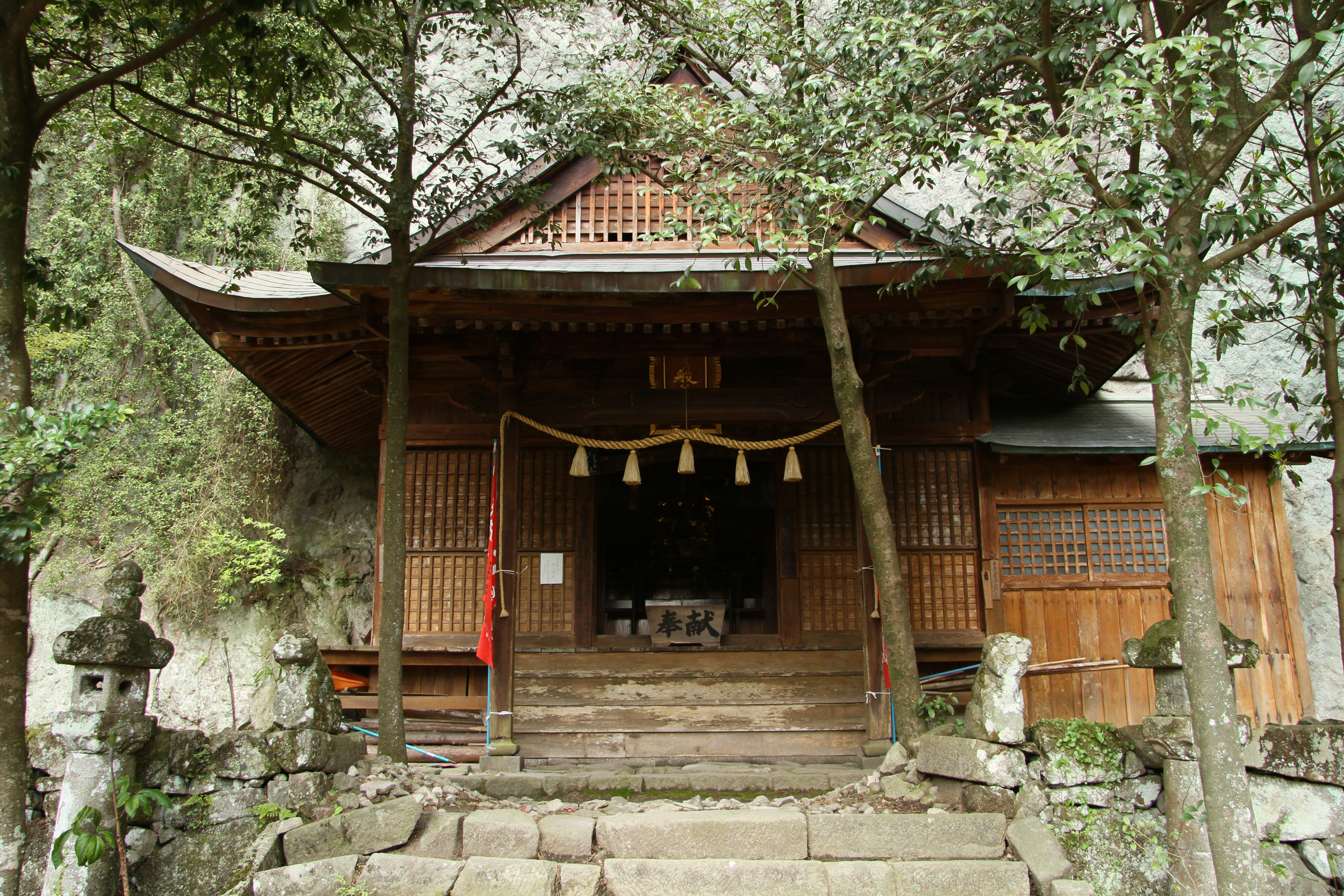
玉屋神社
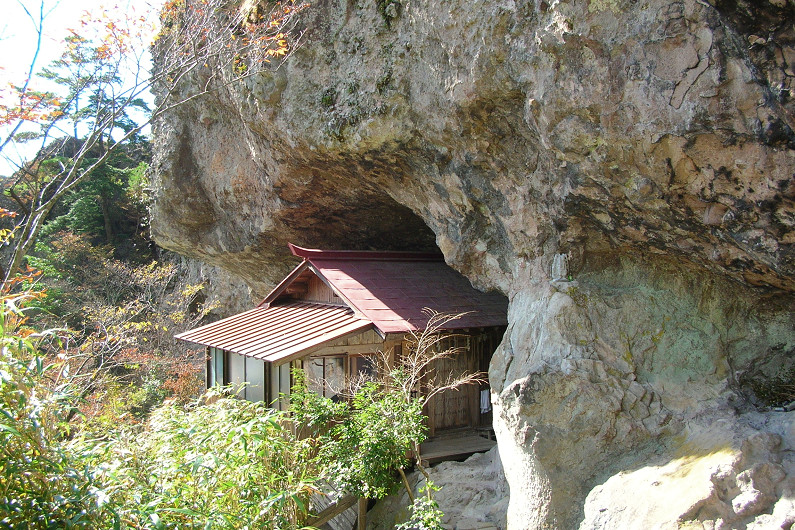
大南神社
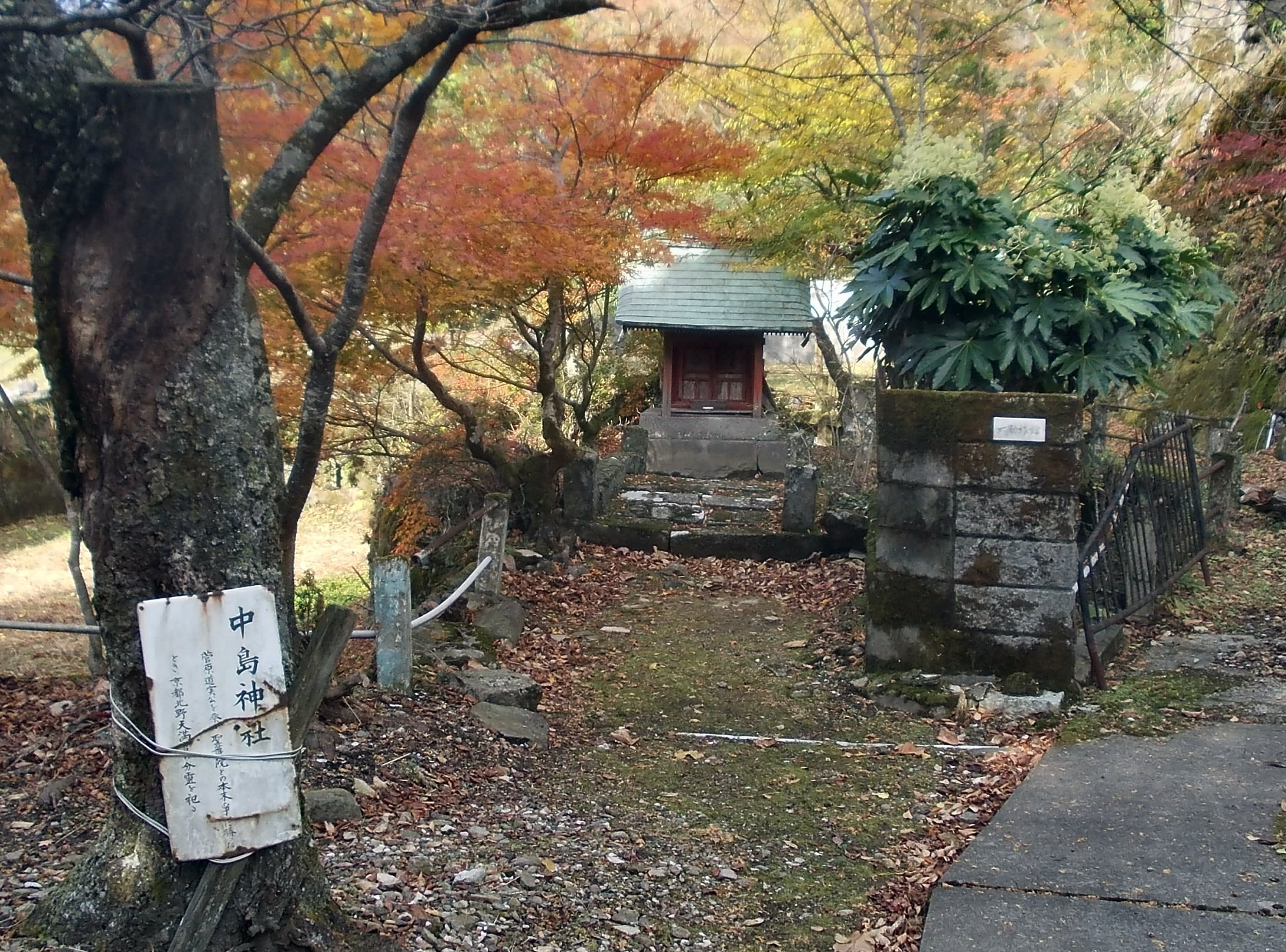
中島神社
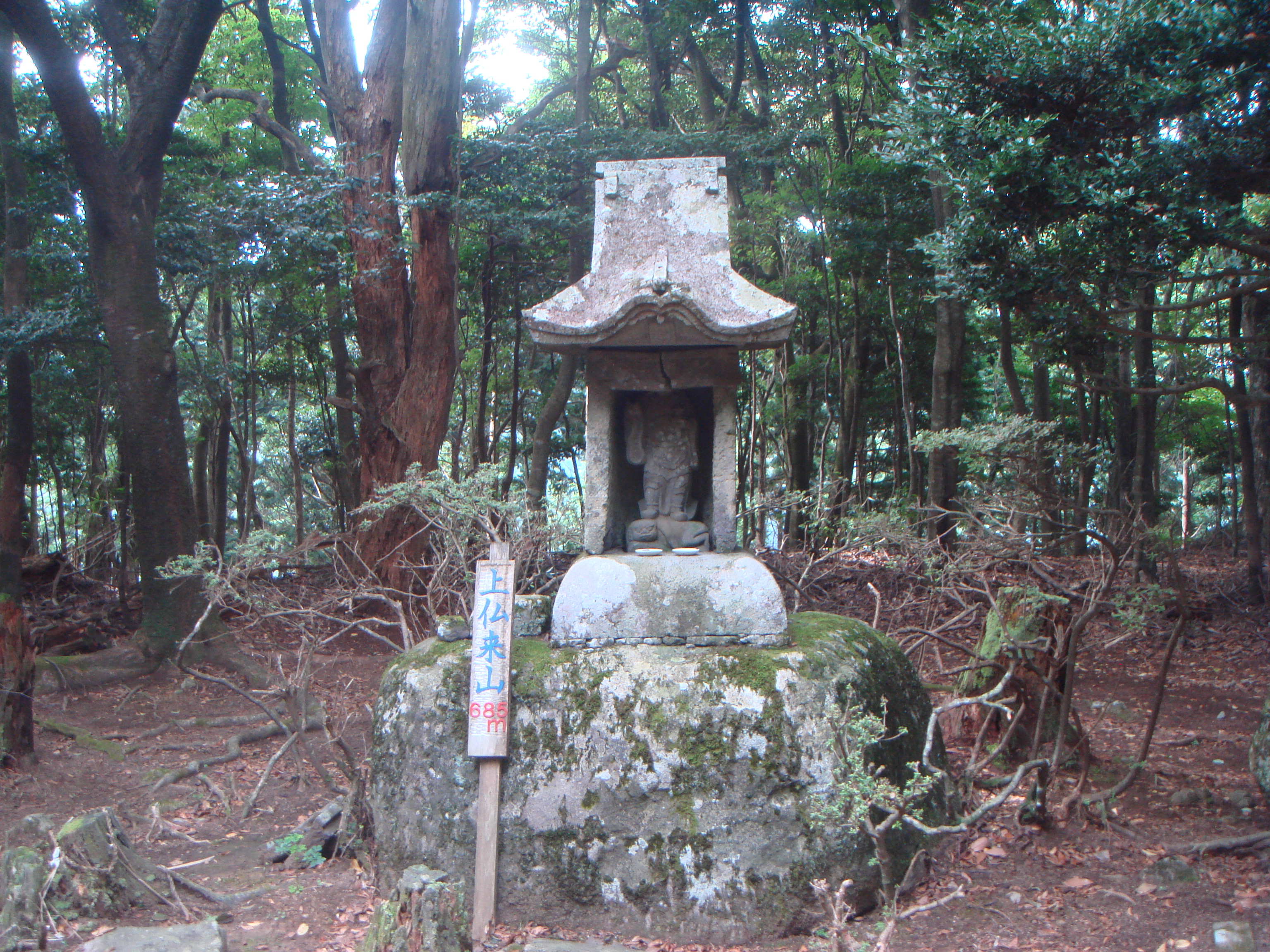
上津神社
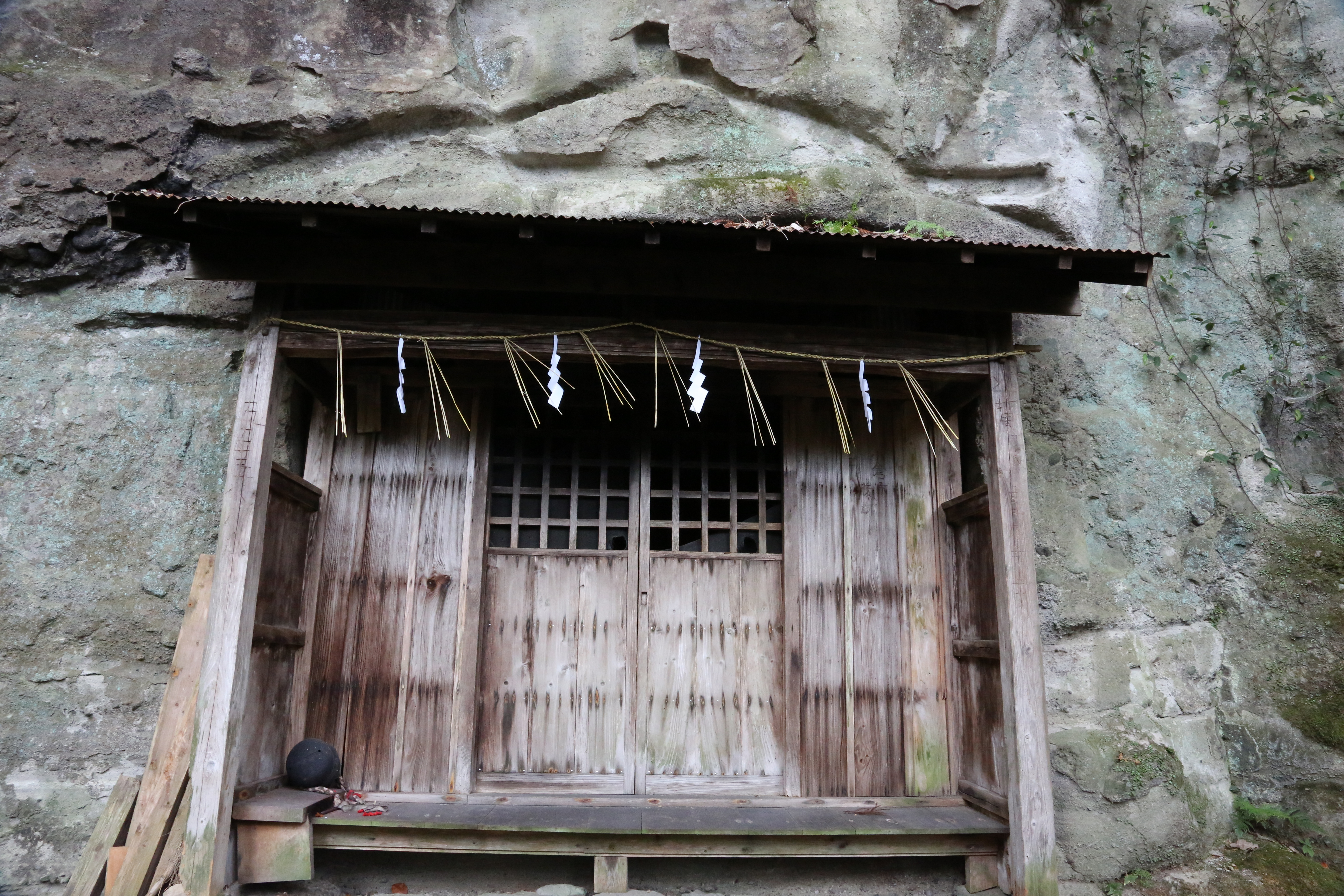
鳥尾神社
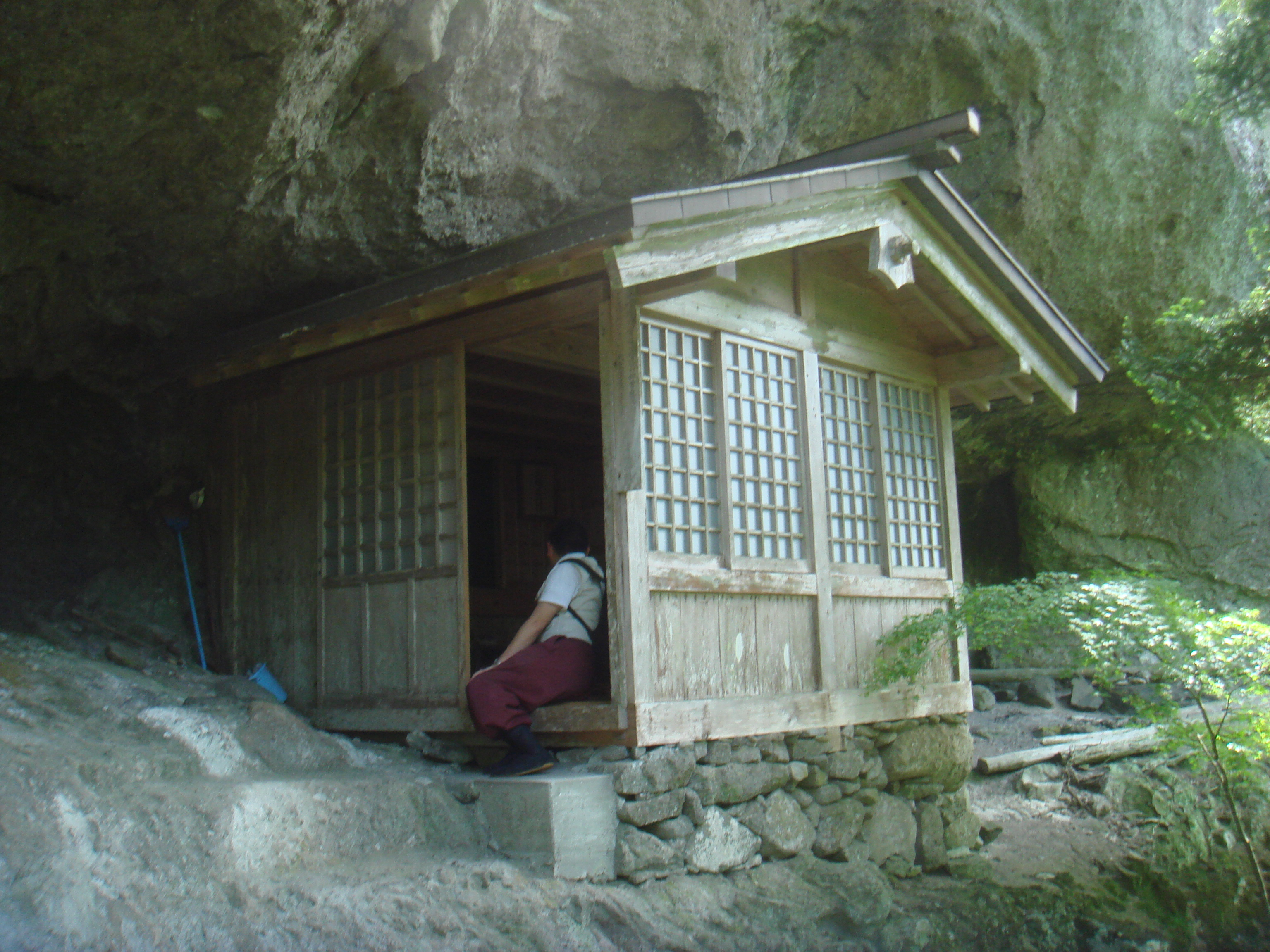
学問社
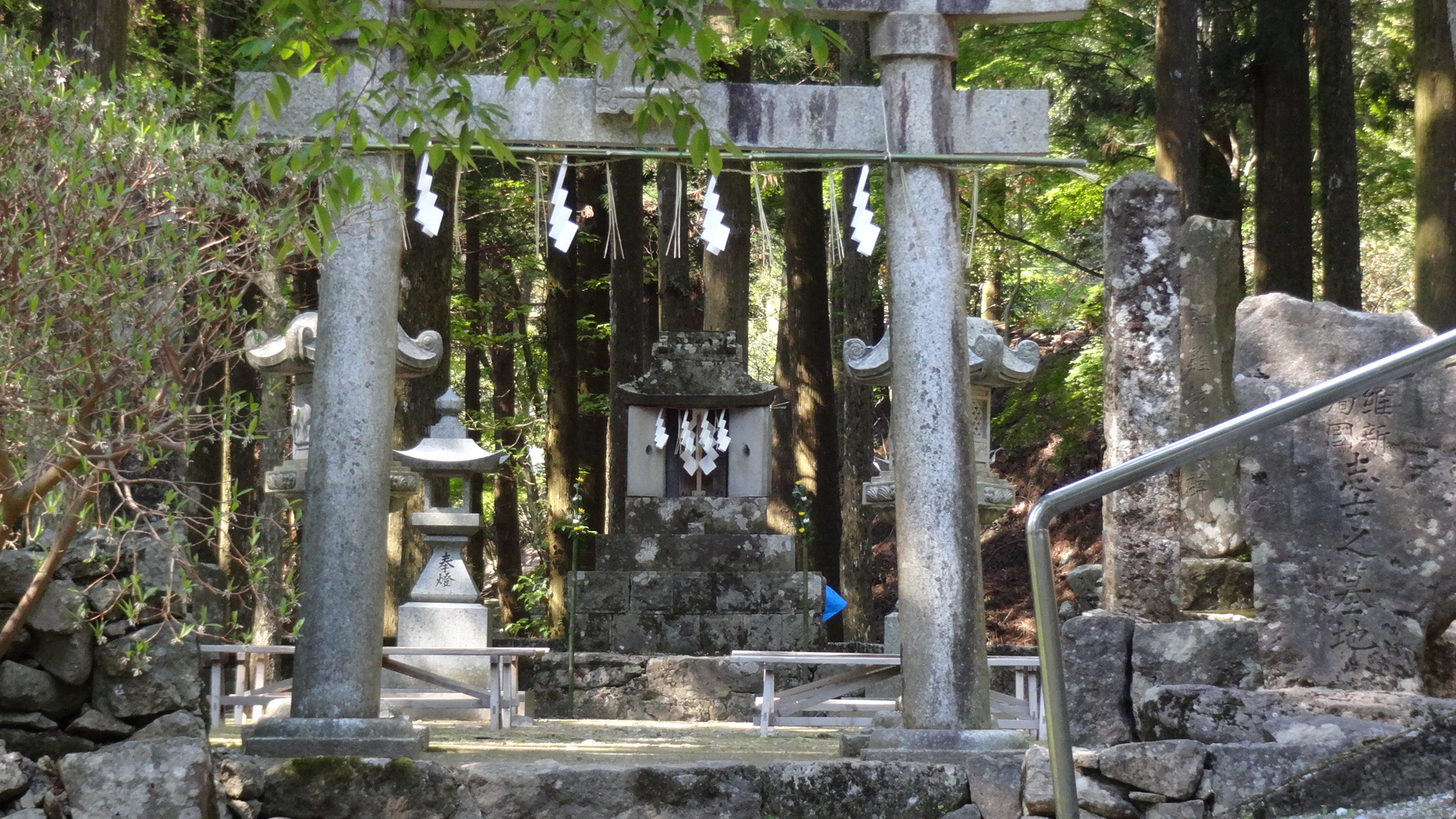
招魂社
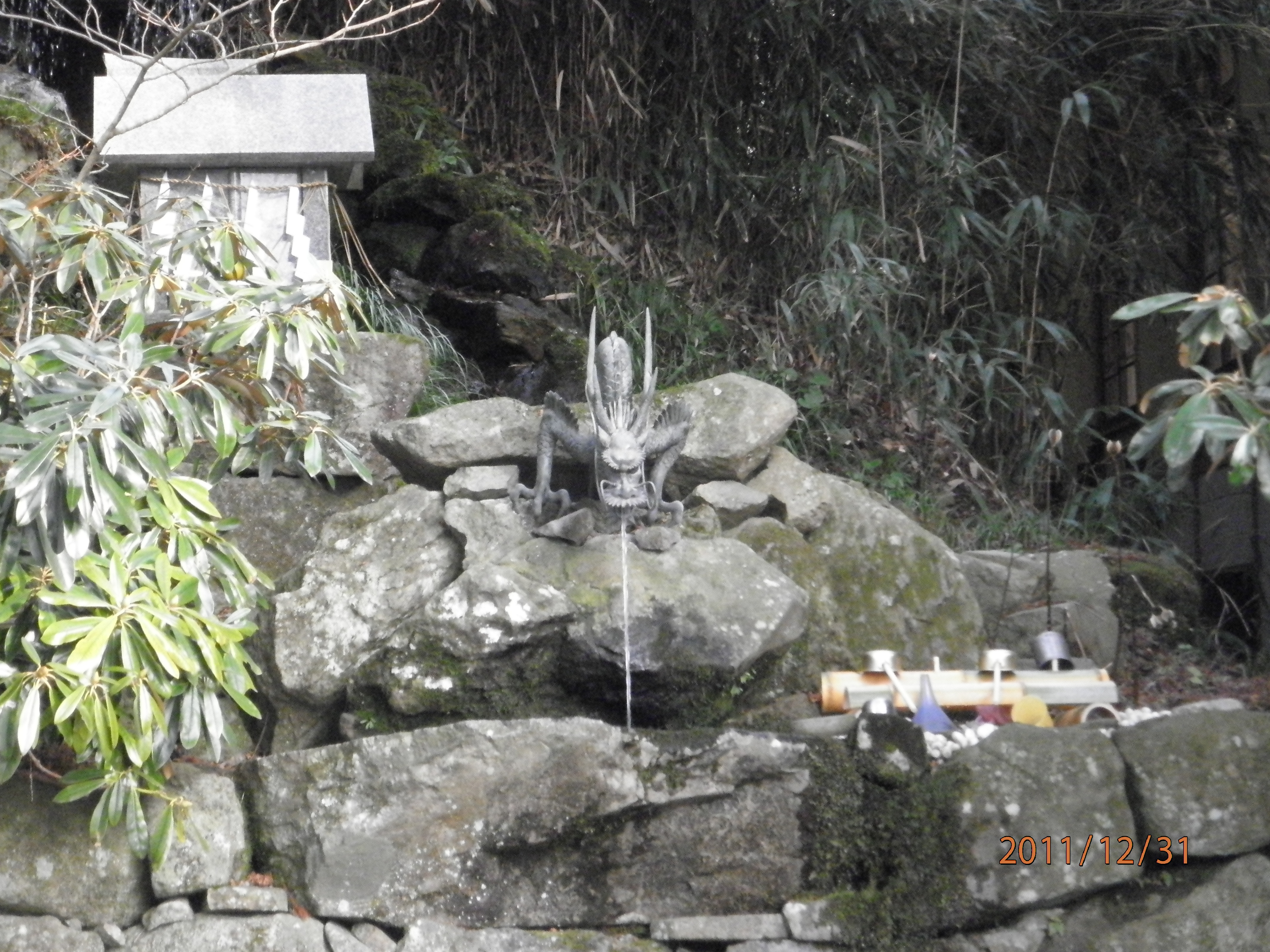
龍神
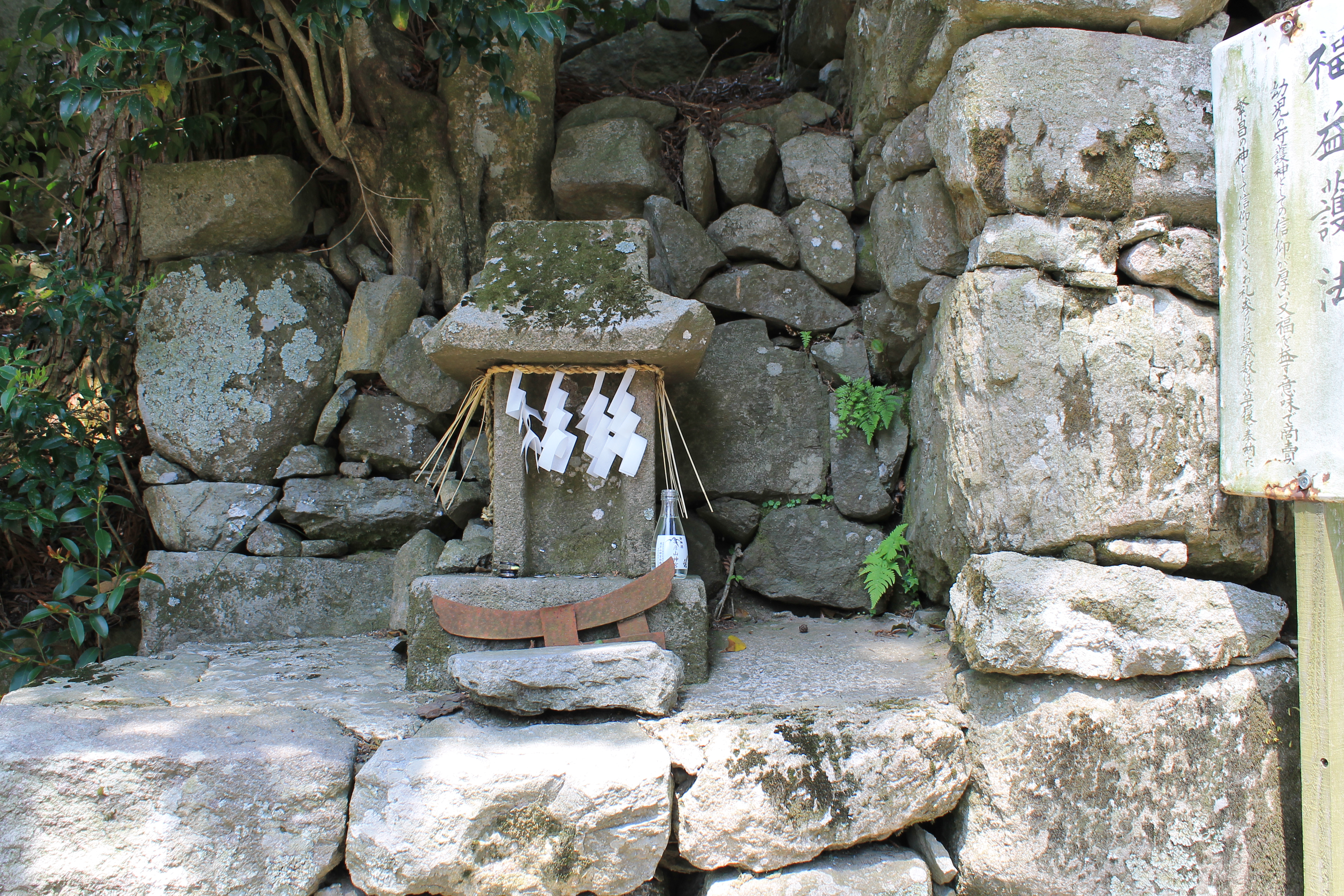
福益護法

## 祭事
英彦山神宮で年間に行われる祭事の一覧。
- 松柱行事、元旦祭 （1月1日）
- 産業安全商売繁昌祈願祭 （1月2日）
- 元始祭 （1月3日）
- 節分祭、星祭 （2月3日）
- 祈年御田祭 （3月15日）
- 産業安全祈願春季大祭 （4月初旬）
- 神幸大祭 （4月第2土曜とその翌日）
- 招魂社慰霊祭 （5月6日）
- 玉屋神社例祭（御池神事） （旧暦6月3日）
- 産業安全祈願夏季大祭 （7月初旬）
- 除蝗風鎮祭 （7月11日）
- 大祓式 （7月31日）
- 例大祭、権現講社大祭 （9月28日）
- 産業安全感謝祭 （11月初旬）
- 新穀感謝新嘗祭 （11月23日）
- 大祓式、除夜祭 （12月31日）

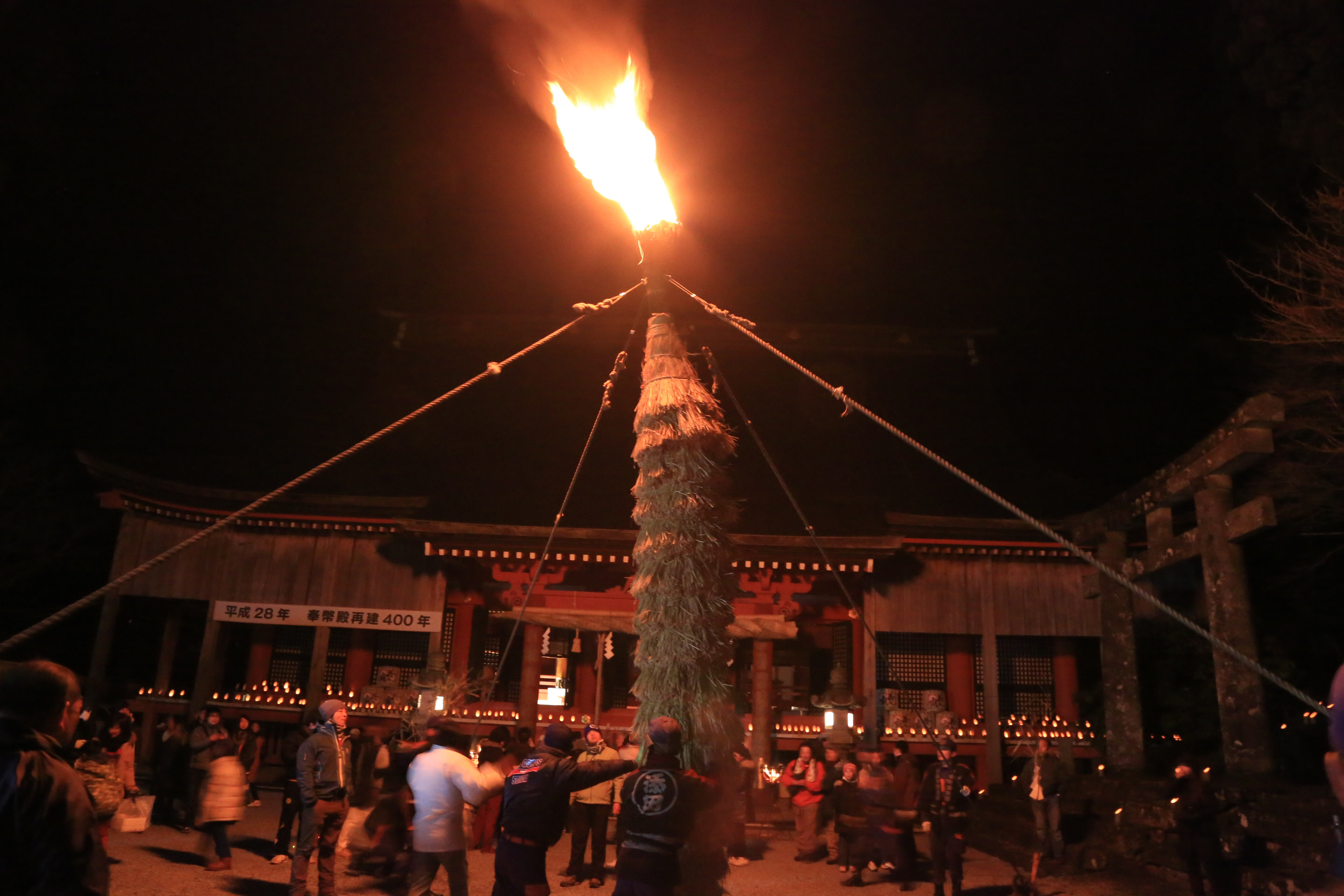
松柱神事
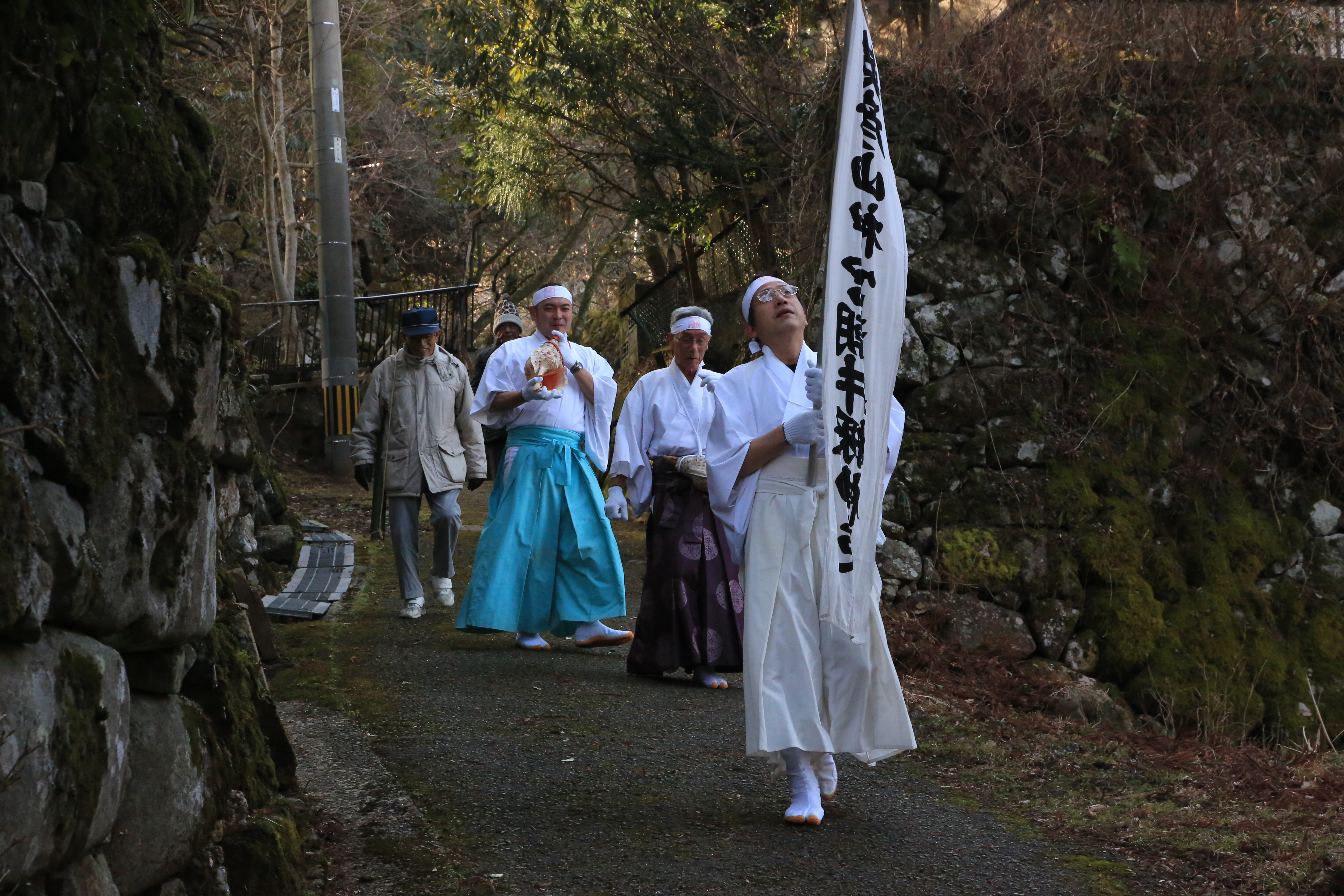
御汐井採神事
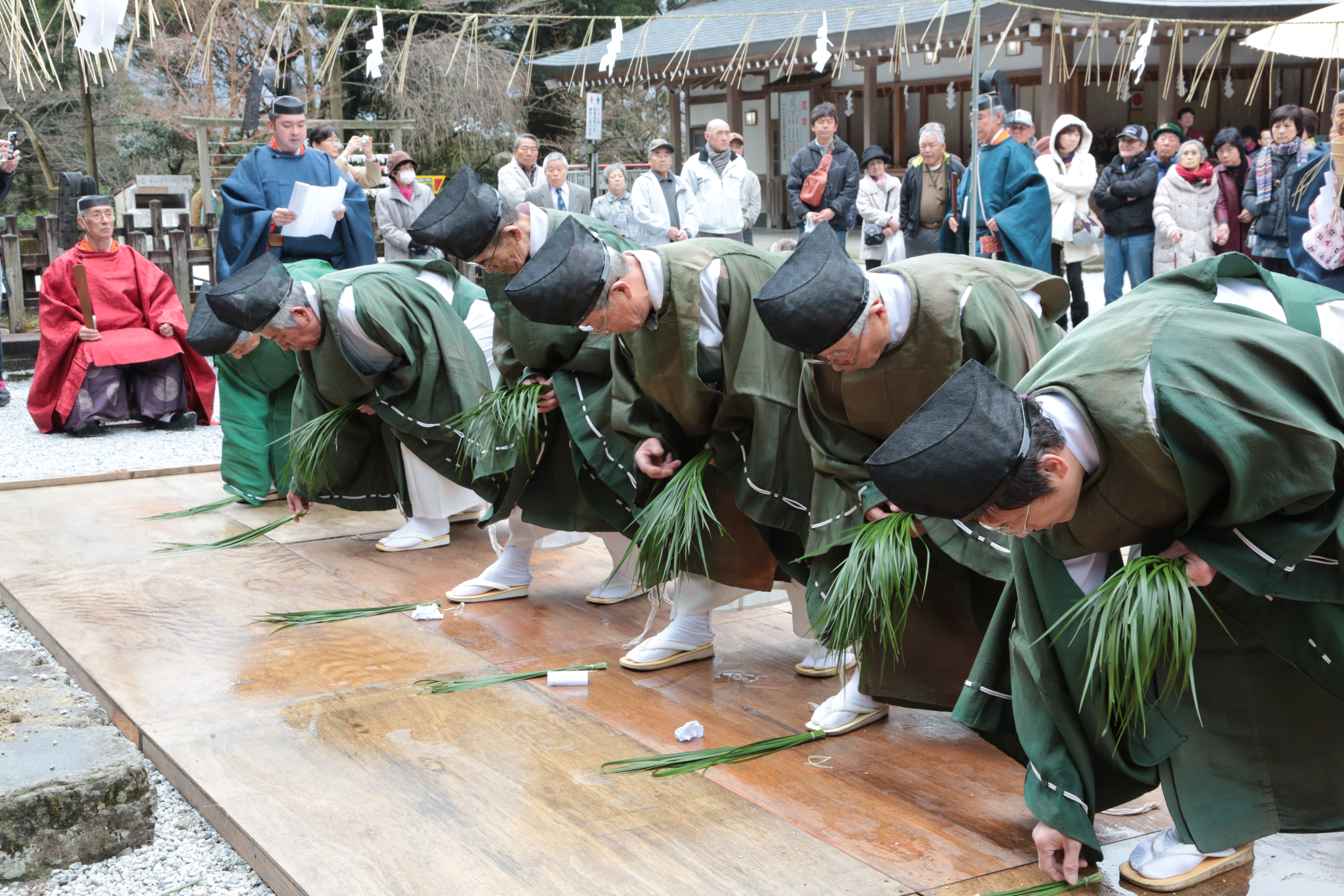
御田祭
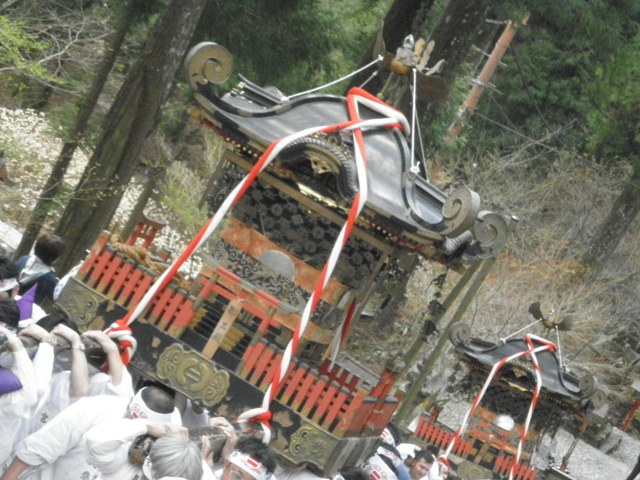
神幸祭
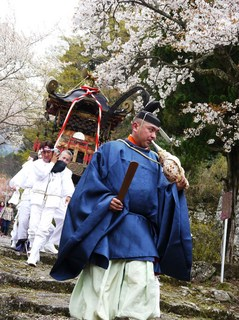
神幸祭
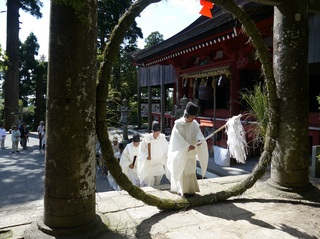
夏の大祓
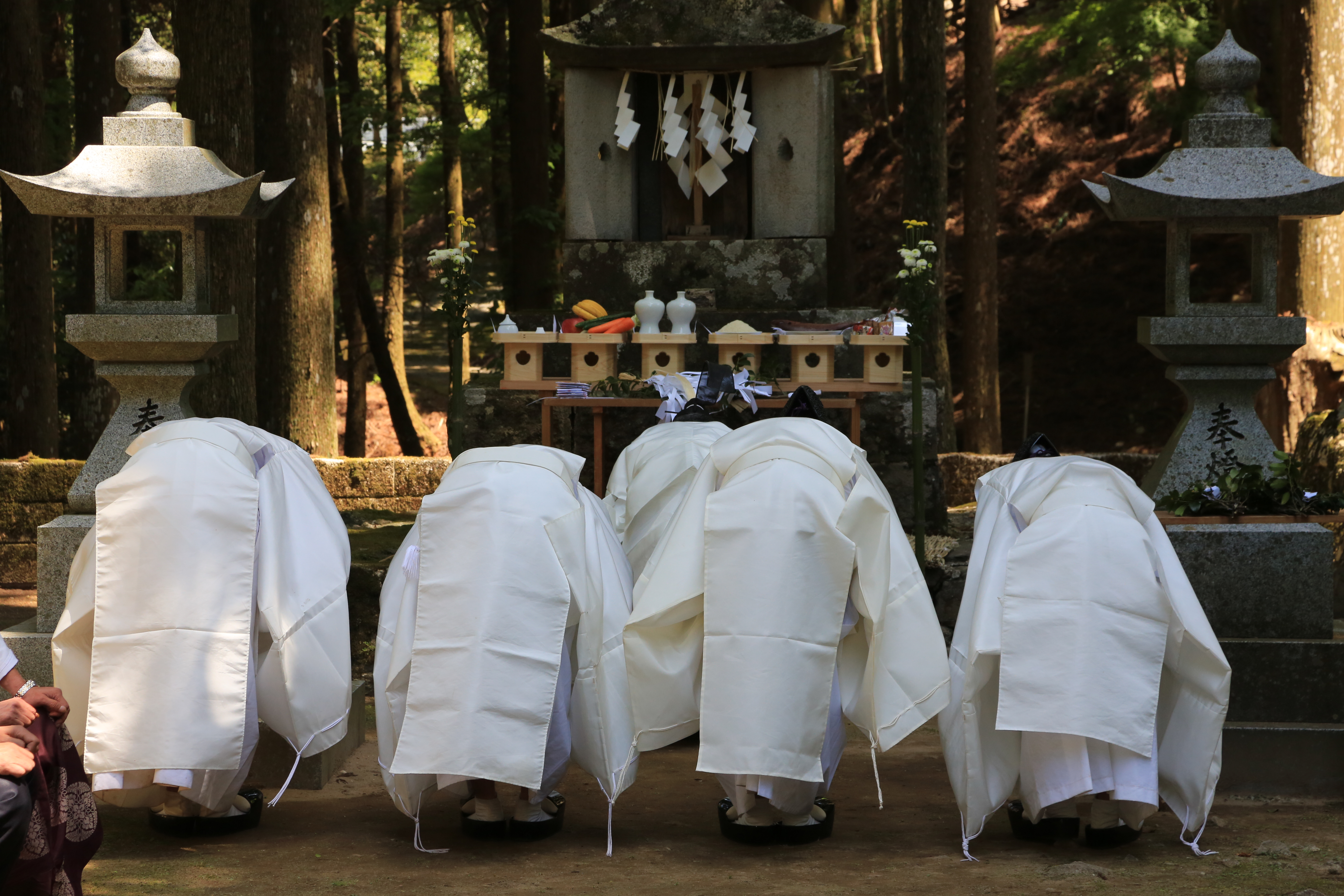
招魂社例祭
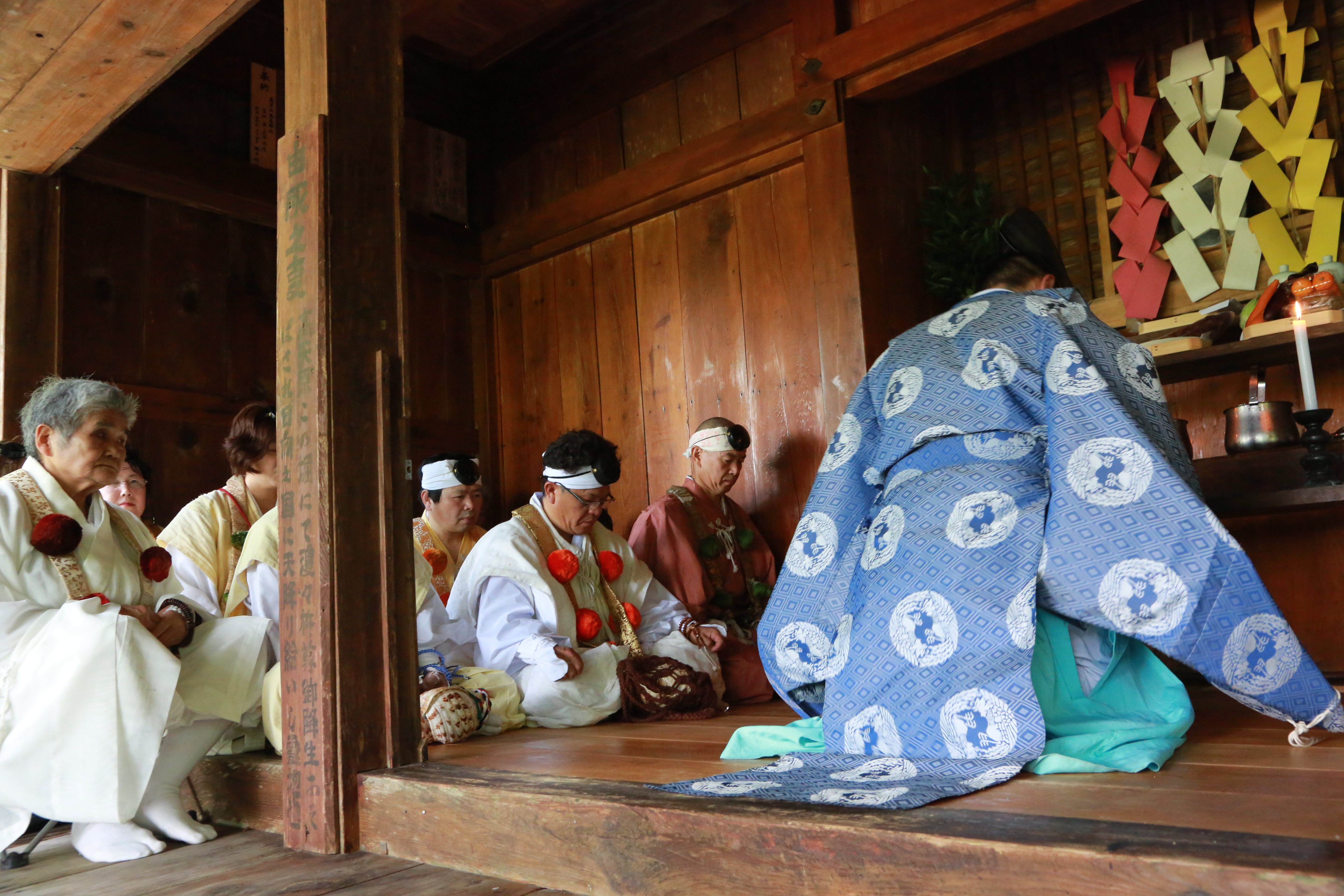
玉屋神社例祭
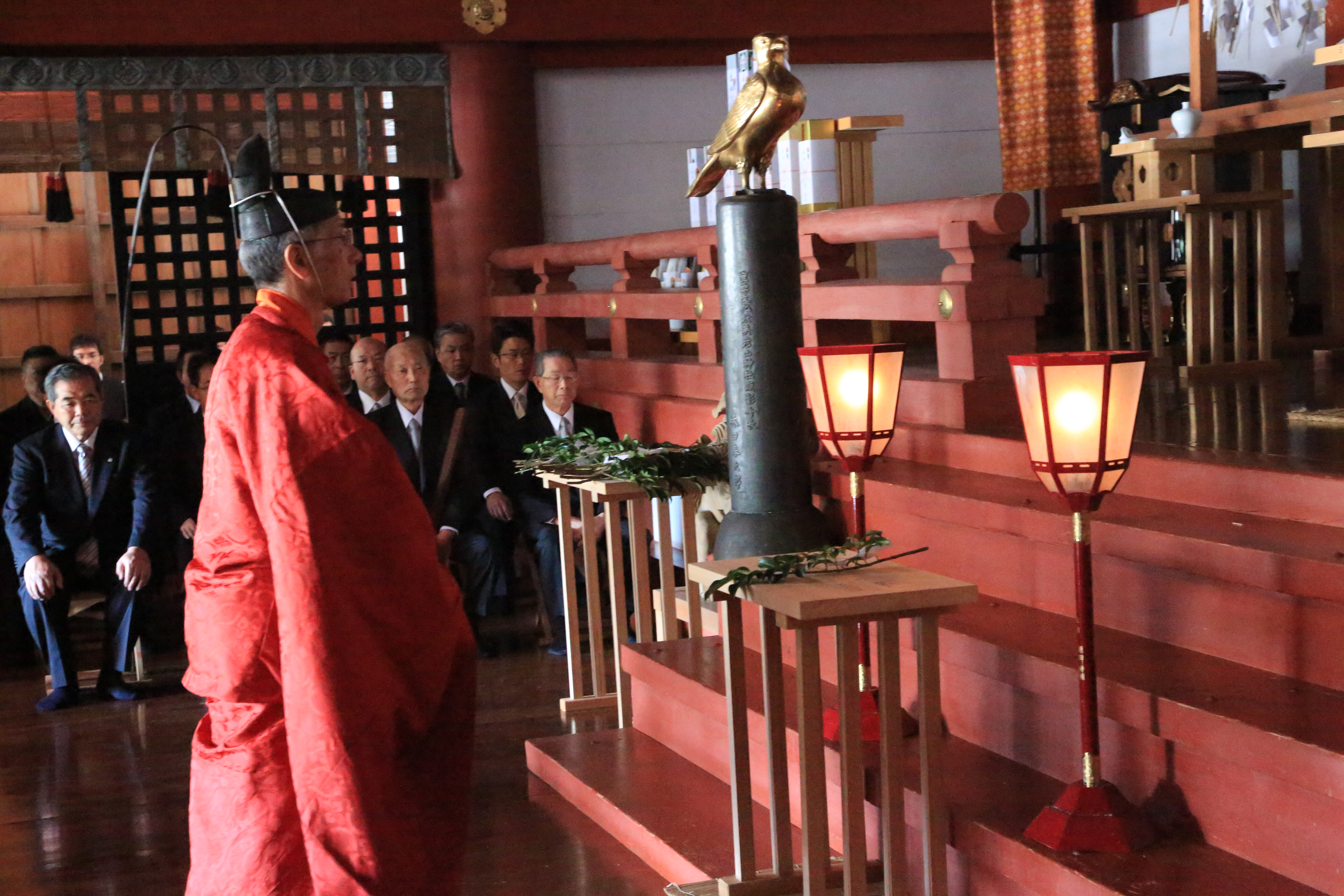
例大祭
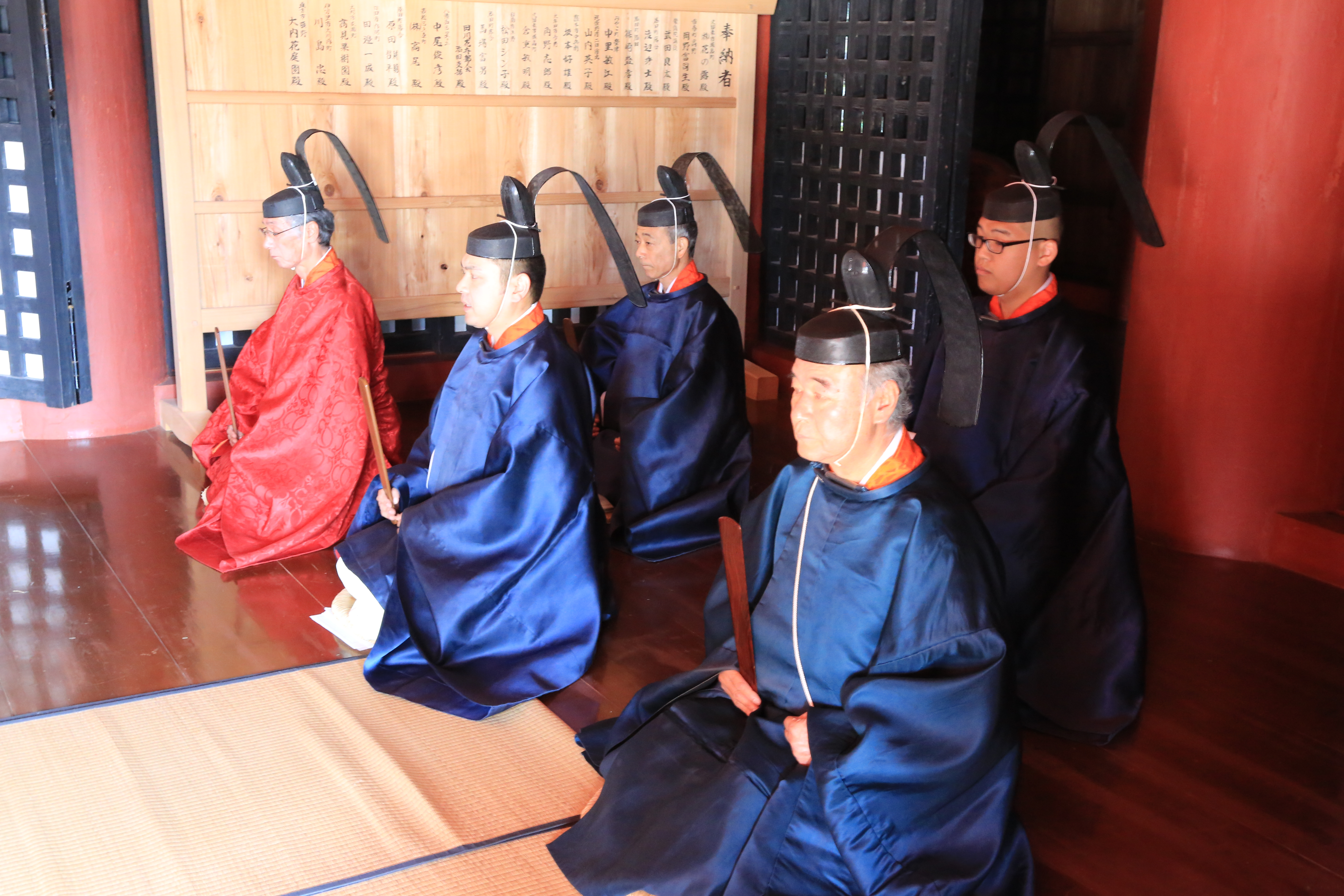
新嘗祭
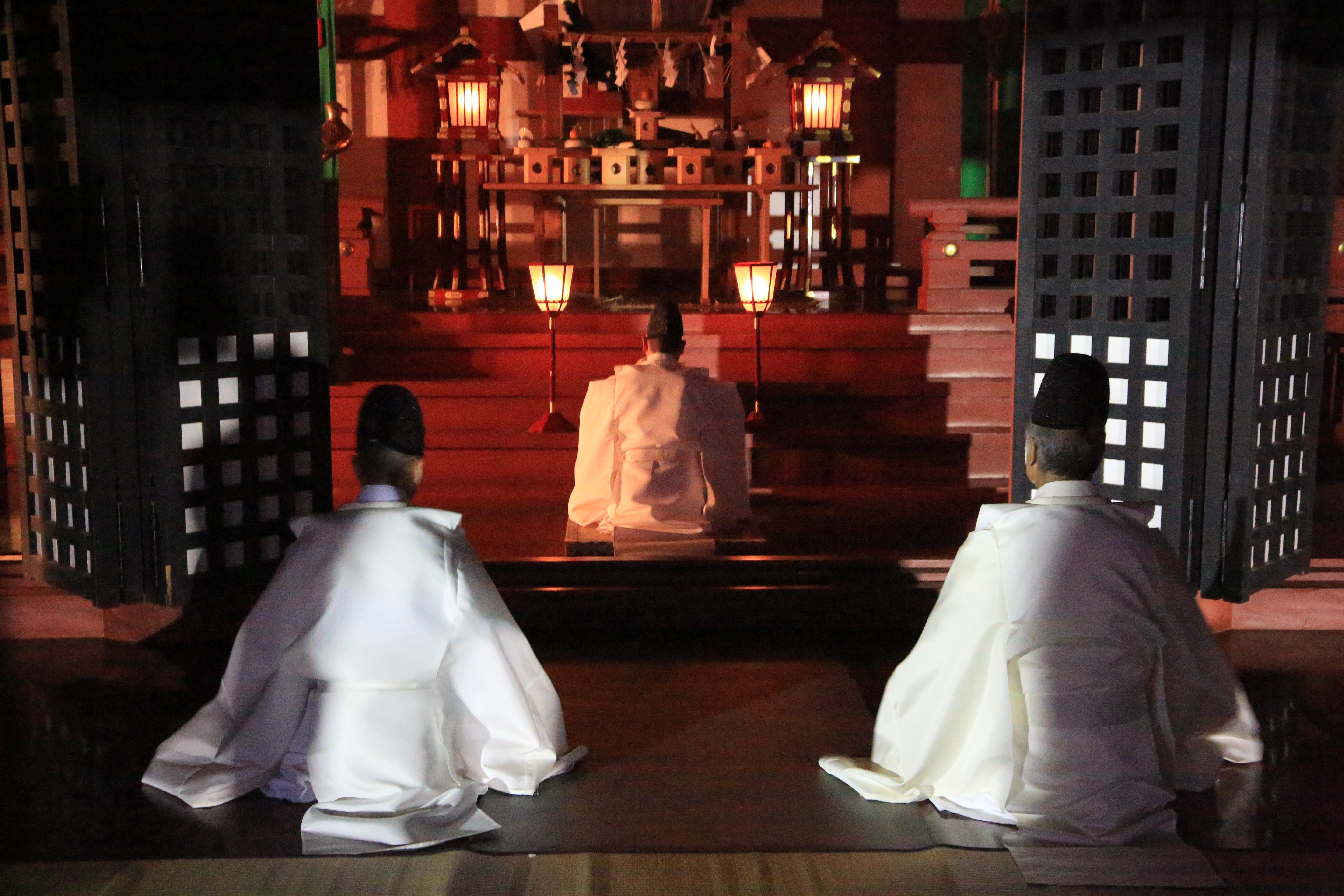
除夜祭

## 文化財

### 重要文化財（国指定）
- 奉幣殿（附 棟札14枚）（建造物）
江戸時代前期、元和2年（1616年）の細川忠興による再建。入母屋造り、こけら葺き。元の英彦山霊仙寺大講堂。明治40年5月27日指定[4]。
- 銅鳥居（建造物）
江戸時代前期、寛永14年（1637年）の佐賀藩主鍋島勝茂の寄進。鋳物師谷口清左衛門によって制作。「英彦山」の勅額は霊元天皇の宸筆という。昭和14年10月25日指定[5]。
- 修験板笈（しゅげんいたおい）（工芸品）
桃山時代、元亀3年（1572年）の作。昭和34年6月27日指定[6]。
- 彦山三所権現御正体 3面（みしょうたい）（工芸品）
鎌倉時代の作。指定物件は以下の3面。平成5年6月10日指定[7]。
  - 忍骨尊像
  - 伊邪那岐尊像
  - 鏡板（像欠失）
- 仁王般若経 上下（色紙金銀箔散）2巻（にんのうはんにゃぎょう）（書跡・典籍）
平安時代の作。平成2年6月29日指定[8]。
- 英彦山経塚出土品（考古資料）
英彦山経塚からの出土物を一括指定。明細は以下の通り。昭和63年6月6日指定[9]。
  - 銅経筒 1口 永久元年（1113年）銘（南岳出土）
  - 銅経筒（残欠共） 5口分（南岳出土）
  - 銅経筒 2口（北岳出土）
  - 銅如来立像（銅筒蓋共）（北岳出土）

### 国の記念物
- 英彦山の鬼スギ - 天然記念物。大正13年12月9日指定[10]。
- 英彦山 - 史跡。平成29年指定。
- 英彦山庭園：旧亀石坊庭園、旧座主院御本坊庭園、旧座主院御下屋庭園、旧政所坊庭園、旧泉蔵坊庭園、旧顕揚坊庭園、英彦山神宮旅所庭園 - 名勝。昭和3年指定、令和2年追加指定。

### 県指定文化財
- 梵鐘（重要文化財）
- 板倉（重要文化財）
- 顕揚坊庭園（名勝）
- 英彦山のぶっぽうそう（天然記念物）
- 英彦山のトチノキ（天然記念物）
- 英彦山のボダイジュ（天然記念物）

### 町指定文化財
- 英彦山大河辺山伏墓地（史跡）

## 現地情報
所在地
- 福岡県田川郡添田町英彦山1

交通アクセス
- 彦山駅（JR九州日田彦山線）から、添田町バス（英彦山方面行き）で「銅の鳥居」バス停下車 （乗車時間約15分）
- 九州自動車道小倉南インターチェンジより45㎞、東九州自動車道行橋インターチェンジより37㎞

周辺
- 自然公園 英彦山大権現社 - 昭和54年に権現信仰を復興させる形で滝の坊跡に造られた施設。
- 英彦山霊泉寺
- 高住神社
- 豊前坊院天宮寺

## 関連文献
- 田川郷土研究会『増補英彦山』葦書房、昭和53年
- 広渡正利『英彦山信仰史の研究』文献出版、平成6年
- 広渡正利・福岡古文書を読む会『英彦山年番日記』文献出版、平成6年
- 添田町『英彦山を探る』葦書房、昭和61年
- 白井永二・土岐昌訓編集『神社辞典』東京堂出版、1979年、287-288頁
- 上山春平他『日本「神社」総覧』新人物往来社、1992年、268-269頁
- 『神道の本』学研、1992年、226頁
- 『神仏習合の本』学研、2008年、209頁